# Предел Шёнберга — Чандрасекара
Предел Шёнберга — Чандрасекара — максимальная масса для изотермического ядра звезды, в котором не протекают ядерные реакции и которое может поддерживать окружающую оболочку. Представляется в виде отношения массы ядра к полной массе ядра и оболочки. Оценки предела зависят от используемых моделей и предполагаемого химического состава ядра и внешних слоёв, обычно значения предела составляют от 0,10 до 0,15 (от 10 % до 15 % полной массы звезды). Представляет собой максимальное значение, до которого может происходить рост гелиевого ядра; если ядро превосходит по массе данный предел, что возможно в случае массивных звёзд, происходит коллапс ядра, выделившаяся энергия приводит к расширению внешних слоёв звезды и переходу её на стадию красного гиганта. Предел назван по фамилиям астрофизиков С. Чандрасекара и М. Шёнберга, оценивших значение данной величины в статье 1942 года.
Предел Шёнберга—Чандрасекара играет важную роль на этапе звёздной эволюции, когда звезда главной последовательности исчерпывает запас водорода в ядре. Тогда внутренняя область звезды сжимается до тех пор, пока не начинается горение водорода в оболочке вокруг богатого гелием ядра, причём вся данная система погружена в оболочку, состоящую в основном из водорода. По мере горения водорода в оболочке ядро увеличивает массу. Если масса звезды не превосходит 1,5 массы Солнца, ядро становится вырожденным до достижения предела Шёнберга—Чандрасекара; если масса звезды превосходит 6 масс Солнца, то в ходе гравитационного коллапса выделится так много энергии, что ядро не будет изотермическим до начала горения гелия. В промежуточном случае ядро будет нарастать до тех пор, пока не будет достигнут данный предел, после чего произойдёт быстрое сжатие до тех пор, пока не начнётся горение гелия в ядре.